# Distretto di Hanbin
Il distretto di Hanbin (汉滨区S, Hànbīn QūP) è un distretto della Cina, situato nella provincia dello Shaanxi e amministrato dalla prefettura di Ankang.